# Взрыв на шахте имени Костенко (2023)
В ночь на 28 октября 2023 года на шахте имени Костенко (владелец «АрселорМиттал Темиртау») в городе Караганда Карагандинской области Казахстана произошёл взрыв и пожар. Погибли 46 шахтёров, около 20 человек пострадали. Причиной предположительно послужил взрыв газа метана в лаве.
Крупнейшая по числу жертв промышленная катастрофа за всю историю независимости Казахстана.

## Предыстория
Шахтой имени Костенко владеет «АрселорМиттал Темиртау». Это крупнейший в Казахстане металлургический комбинат, владеющий 15 угольными шахтами и железорудными рудниками. С середины 1990-х годов он входит в состав международного сталелитейного концерна ArcelorMittal. На объектах «АрселорМиттал Темиртау» за 15 лет погибли свыше 100 человек. Власти уже высказывали недовольство неспособностью ArcelorMittal выполнить свои инвестиционные обязательства, модернизировать оборудование и обеспечить безопасность работников. 
За два месяца до пожара на шахте имени Костенко на другой шахте «АрселорМиттал Темиртау» — «Казахстанской» — произошла авария, в результате которой погибли пять человек. После аварии на «Казахстанской» власти Казахстана заявили, что политическое решение по уходу компании из Казахстана уже принято.

## Хронология событий
Как сообщается, 28 октября 2023 года в 2:33 на шахте имени Костенко произошло возгорание в лаве, находящейся на горизонте -100, глубиной около 700 метров. За этим последовал взрыв, дальность ударной волны составила более двух километров. На момент аварии в шахте находились от 227 до 252 человек, на поверхность вывели 208.

## Последствия и реакция
Погибли 46 шахтёров. Около 20 человек были госпитализированы. Для выяснения причин аварии создана правительственная комиссия. Генеральная прокуратура Казахстана возбудила по факту аварии уголовное дело по части 3 статьи 277 УК Казахстана (нарушение правил безопасности при ведении горных или строительных работ).  
На шахту прибыл президент Казахстана Токаев, он распорядился «прекратить инвестиционное сотрудничество с компанией» «АрселорМиттал Темиртау», владеющей шахтой. 
29 октября был объявлен днём траура в Казахстане.
Как сообщает «Радио „Азаттык“», авария на шахте имени Костенко может считаться крупнейшей промышленной катастрофой по числу жертв за всю историю независимости Казахстана.